# Rodolphe Mathurin
Rodolphe Mathurin est un écrivain et enseignant, né le 9 décembre 1967 à Port-au-Prince. Il enseigne au secondaire la littérature d'expression créole et les mathématiques. 

## Biographie
Rodolphe Mathurin est né à Port-au-Prince en 1967. Fils de Mona Joseph et de Klébert Jean, il perd sa mère à l’âge de huit ans et est recueilli par sa grand-mère paternelle qui l’élève jusqu’à 18 ans. Il fréquente le Centre Simone Ovide Duvalier où il fait ses études primaires au Collège Classique d’Haïti puis au  Centre d’Études Secondaires pour ses études secondaires. Après son baccalauréat, il s’inscrit à l’Institut Supérieur Technique d’Haïti et entame des études en Génie civil. Au début des années 1990, Sonson Mathurin abandonne ses études de génie et s’adonne à l’enseignement des mathématiques et de la littérature d’expression créole.

## Activité littéraire
Poète, nouvelliste, en 1996, son récit Triste Mort a été retenu parmi les treize meilleurs textes par le jury du premier concours Jacques Stephen Alexis. L'une de ses œuvres intitulée "Danse et ombres" fut parmi les cinq livres à l'honneur à la cinquième édition de Marathon du Livre à Petit-Goâve en 2018. Il a publié en 2019, aux Editions Lafimen "Règ jwèt la". Pour la vente-signature de cet ouvrage, il était le premier invité dans le parterre de Jaden Sanba  en septembre 2019 au rendez-vous Jaden Pwezi. 

## Vie militante
Autodidacte, il se définit comme un militant authentique. Très jeune, il fréquente des cercles de gens engagés, les milieux ouvriers et paysans, les associations d’étudiants, les regroupements des quartiers populaires et s’engage dans les luttes clandestines contre la dictature de Jean-Claude Duvalier, dit Baby Doc. Au contact de ces espaces, il atteint la fièvre de la révolte et le goût de la littérature militante. Il découvre Léo Ferré, Georges Brassens, Jacques Roumain, Manno Charlemagne, Pablo Neruda et les classiques du marxisme. Après le départ de Duvalier, Mathurin continue de militer activement dans des organisations politiques de la gauche haïtienne afin d’aiguiser sa conscience politique. En 1996, il fonde, à Decayette (un quartier défavorisé de Carrefour-Feuilles), le Centre de documentation Roussol Lauture en vue d’initier et d’inciter les jeunes à la lecture et au savoir. Ce geste est, à ses yeux, une certaine façon de lier le discours à la praxis, car le militant qu’il est, dit-il, doit aussi s’impliquer dans des activités sociales dans sa communauté. En 2012, il crée « Anba Zanmann kay Sonson Mathurin », un espace de rencontres et de discussions où la parole devient lieu de libération de soi et partage d’expériences dans le respect de l’autre.

## Œuvres
Poésie
- Kraze vè, Edisyon Lafimen, 2006
- Lokipasyon vouzan epi vouzan ankò - 100 fwa, Edisyon Lafimen, 2015
- Kraze vè, revue et augmentée, Edisyon Lafimen, 2020

Nouvelles et récits
- 2 ti bo pou Syto, Ed. Lafimen, 2022
- Lanvè lavi, Edisyon Lafimen, 2020
- Règ jwèt la, 2019
- Une histoire de chiens et de chiennes, Ed. Deschamps, 2014
- Triste sort, 1996

Roman
- Danse et ombre, Edition Indélébiles, 2012
- Grennsenk, Correct Pro & Edisyon Lafimen, 2020

Essai
- Sens-lieu, Dictatures et Contrées, Ed. Pages Folles, 2007

Théâtre
- Kat kout bagèt pou reveye Jacques Stephen Alexis, 2022 (Mis en scène par la troupe Palto Vanyan)
- E si l ta la (Inédit)

Texte mis en chanson
- Kote w Jak, 2022 (Chanté par Wooly Saint-Louis)

Oeuvres collectifs
- .« Nou pa menm», Lamadel 100 poèmes créoles, Numéro spécial de la revue Conjonction (1992).
- « Lettre aux camarades », Écrits pour conjurer la honte, sous la direction de Lyonel Trouillot et Chantal Kenol. Port-au-Prince, Atelier Jeudi Soir, 2013.
- « 1986-2004, Lit ideyolojik nan mouvman Etidyan Ayisyen ». 7 février 1986: Enjeux, problèmes et enseignements, sous la direction de Lucie Carmel Paul Austin. Port-au-Prince: C3 Éditions, 2014.
- « M ta renmen tounen chif 3 ». Anthologie des poètes de l’Atelier jeudi soir, établie par Lyonel Trouillot. Port-au-Prince: Atelier Jeudi Soir, 2015.
- « Mariloud ». La vie et ses couleurs, textes réunis et présentés par Lyonel Trouillot. Port-au-Prince: C3 Éditions, 2015

## Distinctions
- Son livre "Danse et ombre" a été à l'honneur au Marathon du Livre 2018[6],[3].